# Alejandro Muñoz-Alonso
Alejandro Muñoz-Alonso y Ledo (ur. 11 stycznia 1934 w Salamance, zm. 24 stycznia 2016 w Madrycie) – hiszpański polityk, prawnik, socjolog i nauczyciel akademicki, deputowany i senator.

## Życiorys
Absolwent prawa i nauk politycznych, studiował na Uniwersytecie w Salamance i na Uniwersytecie Complutense w Madrycie. Pracował i kształcił się w zakresie socjologii w Instituto de Estudios Políticos, rządowej agencji zajmującej się badaniami społecznymi. Pracował jako nauczyciel akademicki, był profesorem na macierzystej uczelni w Madrycie, a później także na Universidad CEU San Pablo. W latach 70. zatrudniony w administracji publicznej, został m.in. dyrektorem Instituto de Opinión Pública, ośrodka badania opinii publicznej. Autor publikacji naukowych, współpracował z magazynem „Cambio 16” i dziennikiem „ABC”.
Pod koniec lat 80. zaangażował się w działalność polityczną. W latach 1989–2000 z ramienia Partii Ludowej zasiadał w Kongresie Deputowanych IV, V i VI kadencji. W latach 1993–1996 był członkiem krajowego komitetu wykonawczego ludowców. Od 2000 do 2015 wchodził w skład hiszpańskiego Senatu.